# Васькино (Курганская область)
Васькино — деревня в Целинном муниципальном округе Курганской области России.

## География
Деревня находится на юго-западе Курганской области, в пределах юго-западной части Западно-Сибирской равнины, в лесостепной зоне, на восточном берегу озера Большое Гусиное, на расстоянии примерно 22 километров (по прямой) к западу-юго-западу (WSW) от села Целинного, административного центра округа. Абсолютная высота — 174 метра над уровнем моря.

### Климат
Климат характеризуется как резко континентальный, с холодной продолжительной малоснежной зимой и жарким сухим летом. Средняя продолжительность безморозного периода составляет 113 дней. Среднегодовое количество атмосферных осадков — 397 мм.

## История
До 1917 года входила в состав Ново-Кочердыкской волости Челябинского уезда Оренбургской губернии. По данным на 1926 год село Васькино состояло из 145 хозяйств. В административном отношении являлось центром Васькинского сельсовета Кочердыкского района Челябинского округа Уральской области.

## Население
| 1989 | 2002 | 2010 |
| ---- | ---- | ---- |
| 170  | ↘136 | ↘18  |

По данным переписи 1926 года в селе проживало 710 человек (333 мужчины и 377 женщин), в том числе: русские составляли 99 % населения.

### Гендерный состав
По данным Всероссийской переписи населения 2010 года в гендерной структуре населения мужчины составляли 55,6 %, женщины — соответственно 44,4 %.

### Национальный состав
Согласно результатам Всероссийской переписи населения 2002 года, в национальной структуре населения русские составляли 93 %.